# Assassinat a Yellowstone
Assassinat a Yellowstone (títol original en anglès, Murder at Yellowstone City) és una pel·lícula de western estatunidenca dirigida per Richard Gray a partir d'un guió d'Eric Belgau. S'ha doblat i subtitulat al català.
El rodatge principal va començar el maig de 2021 a Montana. Al Marché du Film el juny de 2021, es va revelar un càsting addicional i es va anunciar que la producció havia acabat.
L'abril de 2022, es va anunciar que RLJE Films havia adquirit els drets de distribució de la pel·lícula als Estats Units, que es va estrenar als cinemes i a la carta el 24 de juny de 2022.